# Педроса, Адриа
Адриа Хинер Педроса (исп. Adrià Giner Pedrosa; род. 13 мая 1998, Барселона) — испанский футболист, левый защитник клуба «Севилья».

## Клубная карьера
Педроса — воспитанник клубов «Кастельдефельс», «Гава» и «Эспаньол». В 2017 году Адриа для получения игровой практики начал выступать за дублирующий состав последних. 16 декабря 2018 года в матче против «Бетиса» он дебютировал в Примере. 13 апреля 2019 года в поединке против «Алавеса» Адриа забил свой первый гол за «Эспаньол».

## Достижения

### «Эспаньол»
- Победитель Сегунды: 2020/21